# 음력 5월 9일
음력 5월 9일은 음력 5월의 9번째 날이다.

## 문화
- 2009년 - 대한민국 인천 지하철 1호선 송도신도시 연장 구간(동막 ~ 국제업무지구 구간) 개통.

## 탄생
- 1985년 - 대한민국의 배우 손은서.
- 1989년 - 대한민국의 가수 성수진.
- 1998년 - 대한민국의 가수 동윤 대한민국의 보이그룹 스펙트럼

## 같이 보기
- 음력 360일: 1월 2월 3월 4월 5월 6월 7월 8월 9월 10월 11월 12월
- 전날:5월 8일 다음날:5월 10일 - 전달:4월 9일 다음달:6월 9일
- 양력:5월 9일
- 음력, 윤달